# فولستاو
فولستاو (به انگلیسی: Fulstow) یک روستا و محله مدنی در بریتانیا است که در لیندسی شرقی واقع شده‌است. فولستاو ۵۲۲ نفر جمعیت دارد.